# Kai Nakai
Iratxe Aguilera (Vitòria, 1996), de nom artístic Kai Nakai, és una cantant i compositora basca de música urbana. Canta principalment reggaeton i forma part de la lluita feminista. Algunes de les cantants femenines que té com a referents dins del dit gènere musical són Ivy Queen, Karol G i Becky G.

## Carrera
Va guanyar la Beca Creativa de la Fira de Durango el 2019 amb una proposta de música urbana. Va començar a crear-ne i publicar-ne amb el pseudònim de Kai Nakai el 2020. Aquest nom incideix en la seva identitat: és la suma del mot basc kai 'port, moll' i de l'indonesi nakal 'entremaliat, trapella', derivada de nakai.
Va llançar el seu primer àlbum Baimenik gabe a la Fira del Llibre i del Disc Basc de Durango el desembre del 2020. Va fer-hi el seu primer directe, amb un DJ i les ballarines Maria Roca i AnePe Acedo. La majoria de les cançons van ser escrites per Jon Maia, a més de rebre l'ajut de Chickjuarez pel que fa a la producció musical, de Julen de la Serna en els aspectes audiovisuals, de Támara Aravecia en el camp del disseny gràfic i sempre sota el management de Deep Soda.
| « | Kai Nakai és un projecte molt ambiciós i en el qual compto amb un gran equip. Mirem de fer que sigui de qualitat i apuntem ben amunt. | » |
| — Iratxe Aguilera, «Kai Nakai: reguetón en euskera con Iratxe Aguilera» de Borja Triviño a GasteizHoy. | |   |

L'any següent, el 2021, va autoproduir-se i publicar un EP titulat Maitia.

## Discografia

### Àlbums d'estudi
- Baimenik gabe (2020)

### EPs
- Maitia (2021, autoproduït)